# Volvo Masters
Le Volvo Masters est le tournoi qui met traditionnellement un terme à la saison du Tour Européen PGA. Il est disputé de 1988 à 2008 en Andalousie, à Sotogrande sur le parcours du Valderrama Golf Club. Depuis, le parcours a accueilli d'autres tournois, mais sans lien avec le Volvo Masters. En 2010, un nouveau tournoi est créé sur ce parcours, l'Andalucia Masters, il ne sera joué que deux ans. En 2016 l'Open d'Espagne se joue sur ce parcours. Puis en 2017, l'Andalucia Masters est recréée sur ce même parcours.

## Palmarès
| année                   | Vainqueur                         | Score         |               |
| Volvo Masters           | Volvo Masters                     | Volvo Masters | Volvo Masters |
| ----------------------- | --------------------------------- | ------------- | ------------- |
| 1988                    | Nick Faldo                        | 284 (-4)      |               |
| 1989                    | Ronan Rafferty Irlande du Nord    | 282 (-6)      |               |
| 1990                    | Mike Harwood                      | 286 (+2)      |               |
| 1991                    | Rodger Davis                      | 280 (-4)      |               |
| 1992                    | Sandy Lyle                        | 287 (+3)PO    |               |
| 1993                    | Colin Montgomerie                 | 274 (-10)     |               |
| 1994                    | Bernhard Langer                   | 276 (-8)      |               |
| 1995                    | Alex Cejka                        | 282 (-2)      |               |
| 1996                    | Mark McNulty                      | 276 (-8)      |               |
| 1997**                  | Lee Westwood                      | 200 (-16)     |               |
| 1998                    | Darren Clarke Irlande du Nord     | 271 (-17)     |               |
| 1999                    | Miguel Ángel Jiménez              | 269 (-19)     |               |
| 2000                    | Pierre Fulke                      | 272 (-16)     |               |
| Volvo Masters Andalucia |                                   |               |               |
| 2001**                  | Pádraig Harrington                | 204 (-12)     |               |
| 2002*                   | Bernhard Langer Colin Montgomerie | 281 (-3)PO    |               |
| 2003                    | Fredrik Jacobson                  | 276 (-12)PO   |               |
| 2004                    | Ian Poulter                       | 277 (-7)PO    |               |
| Volvo Masters           |                                   |               |               |
| 2005                    | Paul McGinley                     | 274 (-10)     |               |
| 2006                    | Jeev Milkha Singh                 | 282 (-2)      |               |
| 2007                    | Justin Rose                       | 283 (-1)PO    |               |
| 2008                    | Søren Kjeldsen                    | 276 (-8)      |               |